# ヒーズ・マイ・ブラザー・シーズ・マイ・シスター
ヒーズ・マイ・ブラザー・シーズ・マイ・シスター（He's My Brother She's My Sister） はカリフォルニア州ロサンゼルスで結成されたバンドである。 このフォーク・グループは、ポップ、カントリー、パンクその他幅広いジャンルの音楽に影響を受けている。 
ロバートとレイチェルのコラー兄妹によって結成され、現在は5人のメンバーで構成されている。
- レイチェル・コラー（ボーカルとパーカッション）
- ロブ・コラー（ボーカルとギター）
- ローレン・ブラウン（タップ・ダンシング・ドラマー）
- オリバー・”オリーヴァ”・ニューウェル（アップライト・ベース）
- アーロン・ロビンソン（スライド・ギター）[4] [5]

過去数年間で150回以上の公演を行ない、2012年10月9日には彼ら初のアルバム「この街で踊る者はない（Nobody Dances in This Town）」  が発売された。 

## ディスコグラフィー

### スタジオ録音アルバム
- 2012： 「この街で踊るものはない（Nobody Dances in This Town）」

### EP
- 2010：  「He's My Brother She's My Sister」

### シングル
- 2012：What Goes On
- 2012：How'm I Gonna Get Back Home （ライブ）
- 2012：Straight Shooter
- 2011：Escape Tonight
- 2010：Merry Christmas Everybody